# Cornus (Aveyron)
 Cornus  (también así en occitano) es una población y comuna francesa, situada en la región de Mediodía-Pirineos, departamento de Aveyron, en el distrito de Millau y cantón de Cornus.

## Demografía
| 540 | 513 | 510 | 434 | 345 | 364 |
| Para los censos de 1962 a 1999 la población legal corresponde a la población sin duplicidades (Fuente: INSEE [Consultar]) |     |     |     |     |     |